# Ida Engvoll

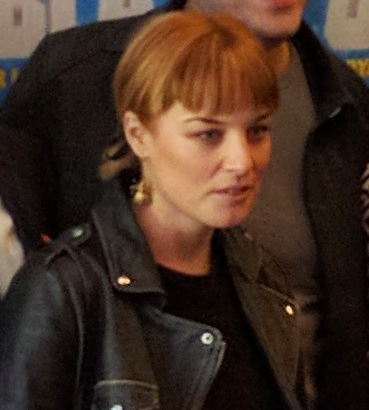
Ida Engvoll (2016)

Ida Emelin Engvoll (* 6. Oktober 1985 in Söderhamn) ist eine schwedische Schauspielerin.

## Leben
Erstmals stand Engvoll 2009 in einer Nebenrolle für die Episode Lebendig begraben (OT: Levande begravd) der Fernsehserie Kommissar Beck – Die neuen Fälle vor der Kamera. Ihre erste Hauptrolle erhielt sie in der schwedischen Filmproduktion Mig äger ingen, die 2013 uraufgeführt wurde. Anschließend gehörte sie zur Stammbesetzung der ersten Staffel der Fernsehserie The Team.
Große Aufmerksamkeit erhielt sie in der erstmals am 21. März 2015 vom ZDF ausgestrahlten Episode Wilde Nächte der Fernsehserie Der Kommissar und das Meer, als sie von der Frankfurter Rundschau als „Ereignis“ gefeiert wurde: „Wilde Nächte“ ist ein deutscher Krimi mit einer aufregenden schwedischen Hauptdarstellerin: Ida Engvoll ist ein Ereignis. 2015 war sie auch in 3 Folgen von der Die Brücke – Transit in den Tod zu sehen.
Engvoll spielt die Titelrolle in der ersten Staffel der Fernsehserie Rebecka Martinsson, die 2018 im Ersten zu sehen war. Die Hauptfigur, eine Karriereanwältin aus Stockholm, kehrt in ihre nordschwedische Heimat zurück. Dort wird sie mit rätselhaften Mordfällen und ihrer eigenen Vergangenheit konfrontiert. Die verletzliche Heldin wird von Engvoll als eine „geheimnisvolle Gestalt“ verkörpert. 2020 war sie in der Netflix-Produktion Liebe und Anarchie in einer Hauptrolle zu sehen.

## Filmografie (Auswahl)
- 2009: Kommissar Beck: Lebendig begraben (Fernsehreihe)
- 2012: Arne Dahl: Europa Blues (Miniserie)
- 2013: Mord in Fjällbacka: Die Tränen der Santa Lucia (Fernsehfilm)
- 2013: Sebastian Bergman – Spuren des Todes – Tod in der Silbermine (Fernsehreihe)
- 2014: Der vierte Mann (Den fjärde mannen, Fernsehdreiteiler, Teil 2)
- 2015: The Team (Fernsehserie, 8 Folgen)
- 2015: Der Kommissar und das Meer: Wilde Nächte (Fernsehreihe)
- 2015: Die Brücke – Transit in den Tod (Fernsehserie, 3 Folgen)
- 2015: Ein Mann namens Ove (En man som heter Ove)
- 2016: Schraube locker (Upp i det blå, Kino)
- 2017: Rebecka Martinsson (Fernsehreihe), 1. Staffel
- 2017–2018: Die Patchworkfamilie (Bonusfamijen, Fernsehserie, 10 Folgen)
- 2017–2019: Vår tid är nu (Fernsehserie, 16 Folgen)
- 2018: Andra Åket (Fernsehserie, 8 Folgen)
- 2018: Der Kommissar und das Meer: Der wilde Jack (Fernsehreihe)
- 2020–2022: Liebe und Anarchie (Kärlek & Anarki, Fernsehserie, 16 Folgen)
- 2021: Vitt skräp
- 2022: Tisdagsklubben
- 2022: Geister (Riget, Fernsehserie, 5 Folgen)
- 2023: Paradiset brinner
- 2024: Ein Teil von dir (En del av dig)